# Qi Haifeng
Qi Haifeng, född 7 augusti 1983, är en friidrottare från Kina. Han deltog vid olympiska sommarspelen 2004 och olympiska sommarspelen 2008.